# 葉厝甲淸水寺代天府
葉厝甲淸水寺代天府，位於臺灣高雄市湖內區，為一台灣民間信仰廟宇，主祀清水祖師、遊江千歲(又稱:三王公)和葉府千歲(又稱:二王公)。
在民國36年建廟，而民國62年因老舊而重建的更大間。而1902年時，清水祖師在當地濟世，而祖師公表示要取名為清水寺，在1912年時，遊江千歲前來幫忙。而今廟名為淸水寺代天府。
| 神明       | 聖誕(農曆)   |
| ---------- | ------------ |
| 清水祖師   | 十一月十六日 |
| 遊江千歲   | 八月廿五日   |
| 葉府千歲   | 七月十八日   |
| 老福德正神 | 八月初六日   |

## 歷史沿革
```
   起源於
明治
35年(
西元
1902年)，當時在鄰近村莊作怪的
妖魔
鬼怪
蔓延到
葉厝甲
，由於
葉厝甲
許多家族都是
單代相傳
，妖精作怪下，人丁單薄一度就要敗庄，當地村民
葉余對
女士，三代單傳害怕
家族
敗房，就趕緊到
四鯤鯓龍山寺
恭請
清水祖師
乩身
至家宅中作法，並安置
祖師公
法器劍
於
神桌
前，後來
清水祖師
在
葉
家顯化現身，收服
妖魔
鬼怪
，事後將
法器
請回時，即遇
溪水高漲
，無法涉水渡過
二仁溪
，接連三次屢試不爽後，
擲筊
指示，
祖師公
欲留
葉厝甲
濟世護民
。因神威顯赫，廣傳鄉里
信徒
無數，故地方
耆老
便出資興建簡單
祠堂
奉祀，並採
乩身
葉知
(人稱：塭公)，顯現
金身
，指示
雕刻
金面祖師像
，乃本寺
開基
金面祖師
，當時
奉旨
命名為：《
清水寺
》。
   (
西元
1912年)
民國
元年
，因
清水祖師
本身需雲遊救世，而每間廟宇需有神
鎮殿
，故
清水祖師
則親自
代乩
到
灣裡
 喜樹
一帶，邀請
遊江千歲
至本寺作客，經祖師指示，眾信徒懇請
遊江千歲
續留
葉厝甲
，並指示
雕刻
金身
，乃現今
開基
遊江千歲
，拜領
玉旨
敇封
：《代天府》，上蒼賜號：
遊江千歲
(名：朱貴)，「遊江」，即因
遊江千歲
生前為
海盜
而來。
   (
西元
1926年)
民國
15年
清水祖師
、
遊江千歲
，再恭請
葉府千歲
鎮守本寺，敇旨定名為：《
清水寺代天府
》。光復後
民國
36年，經信徒
葉知
、
葉宰
及各界信眾，籌建
清水寺代天府
，(
西元
1973年)
民國
62年，鑑於本寺年久失修，主事者再邀集村民商議
重建
，眾信徒一致贊同，始由村民
葉海瑞
先生，慷慨捐地興建寺廟基座，主體建築完成後，
清水祖師
旨示：吾需雲遊四方濟世渡人，無法永鎮寺中，故請
遊江千歲
做為
鎮殿
主神，
清水祖師
則讓位為二。
   (
西元
2021年)民國110年，歲次辛丑年，因籌備辛
丑科五朝祈安清醮
期間，於信眾提議之下，進行廟內外之
彩繪
 
修復
、
地板
 
地磚
之翻新及廟內相關物品更新。
```

### 祀神來由
- 清水祖師

```
   於
明治
35年(
西元
1902年)，當地村民
葉余對
女士到
四鯤鯓龍山寺
恭請
清水祖師
至家作法，後來
清水祖師
自願留於此地濟世。
```

- 葉府千歲

```
   二千歲(二王公)出生於
昭和
前，為
葉厝甲
在地居民(現今
充龍街
及
充龍街17巷
口附近一帶)，因壽未到，故來此地幫助鄉民積陰德，世後鄉民
雕刻
金身
，並由
清水祖師
收為寺裡，並於
己亥
年六月初二更名為【
葉府千歲
】。
```

- 遊江千歲

```
   
遊江千歲
(名：朱貴)，「遊江」，即因
遊江千歲
生前為
海盜
而來。
民國
元年
清水祖師
親自
代乩
到
灣裡
 喜樹
一帶，邀請
遊江千歲
至本寺作客，經祖師指示，眾信徒懇請
遊江千歲
續留
葉厝甲
。
```

- 老福德正神

```
   本寺
福德正神
於
庚子
年12月16日官位榮升，但其不忘本，很感謝一路以來指導祂的導師，乃現今
高山巖
福德宮
福德正神
（俗稱老伯公仔），於當日指示，需於
辛丑科五朝祈安清醮
前完成老伯公仔金身
雕刻
並於
辛丑
年8月初6日前往
高山巖
福德宮
開光
，並回本寺供奉，亦指示，聖誕日為八月初六日。
```

### 事蹟
(西元1930年)民國19年，距今阿蓮區南方約一公里處的茄苳腳，乃當年日軍殲滅義民軍地方，這些忠魂義魄因無人祭祀，就在其結黨成群，危害地方民不聊生的地步。當時阿蓮鄉有一林姓村名，身體患有陰症，全身萎縮關節起癗酸痛難當癱瘓在床上，其子等聽聞葉厝甲清水祖師神威顯赫，前來葉厝甲恭請清水祖師、遊江千歲治病，並在林姓住宅起油鍋祭火球為林姓病人祭改，之後病痛痊癒即能起身行動，讓村民前來圍觀，此時祖師公藉乩童之言宣佈，將帶領遊江千歲的兵馬前來安撫茄苳腳地區的遊魂。準備就緒後，清水祖師率領遊江千歲之兵馬及乩童，配合阿蓮地區文武陣前往茄冬腳以大軍圍堵，圓滿達成任務。在那晚，阿蓮地區的民眾都能目睹有許多紅色神火帶領青色鬼火，一盞盞的被帶入清和宮 (現今阿蓮區中正路上)。

### 發展
2021年，舉行辛丑科五朝祈安清醮大典。

## 交陪境
臺南西來庵、四鯤鯓龍山寺、青旗甲代清寺、阿蓮薦善堂、阿蓮清和宮、芋寮壽生廟